# Chiesa di San Martino ai Pelamantelli
La chiesa di San Martino ai Pelamantelli, anche nota come San Martino de Panerella, era una chiesa di Roma che si trovava nell'odierna piazza del Monte di Pietà, nel rione Regola. Era dedicata a san Martino di Tours. Il termine "pelamantelli" si riferisce ai cardatori che vivevano nella zona. La chiesa era anche nota con il nome di San Martinello per le sue dimensioni ridotte.

## Storia

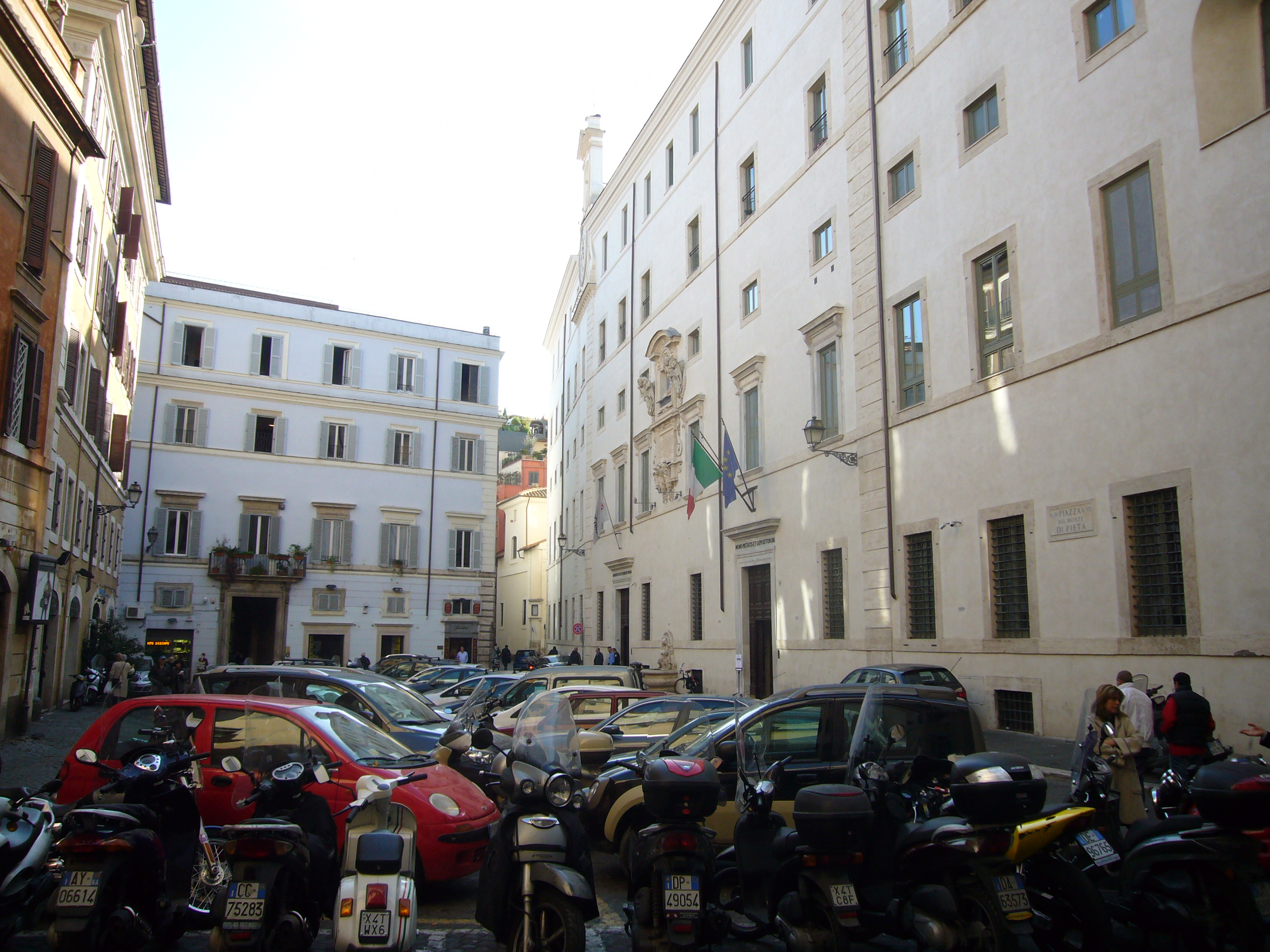
La chiesa si trovava dove oggi sorge l'edificio a sinistra, all'angolo con la via dei Pompieri e di fronte al palazzo del Monte di Pietà.

Questa chiesa è menzionata per la prima volta in una bolla promulgata nel 1186 dal papa Urbano III tra le chiese sussidiarie della basilica di San Lorenzo in Damaso. Viene menzionata anche nel catalogo di Cencio Camerario, una lista delle chiese di Roma compilata da Cencio Savelli nel 1192, con il nome di Sco. Martino de Pannarella.
Nel 1220, la chiesa era già in rovina e venne fatta restaurare da un monaco reatino che si chiamava Gualterio. La chiesa fu la sede di una parrocchia durante il Medioevo, ma la situazione cambiò nel sedicesimo secolo. Nel 1604 passò all'arciconfraternita della Dottrina Cristiana, un'arciconfraternita dedicata alla catechesi. L'anno successivo, il papa Leone XI fece ricostruire la chiesa e le donò due dipinti: Gesù si rivela a San Martino e Gesù tra i dottori, entrambi di Agostino Ciampelli. Nel 1746, il papa Benedetto XIV chiese che l'arciconfraternita si trasferisse dalla chiesa fatiscente di San Martino a quella di Santa Maria del Pianto, dove furono portati i beni mobili più preziosi, inclusi i dipinti. La chiesa venne poi ceduta alla confraternita che gestiva la chiesa di San Giacomo degli Spagnoli.
Di certo la chiesa era già abbandonata e in rovina all'epoca della mappa del Nolli (1748). La data citata per la sua demolizione è il settembre del 1747 e, durante i lavori, furono ritrovate delle ossa umane, dei ceppi, dei chiodi e vari strumenti di tortura. Nella convinzione che si trattasse dei resti di martiri, tutto il materiale fu portato nella chiesa di San Giacomo.

## Descrizione

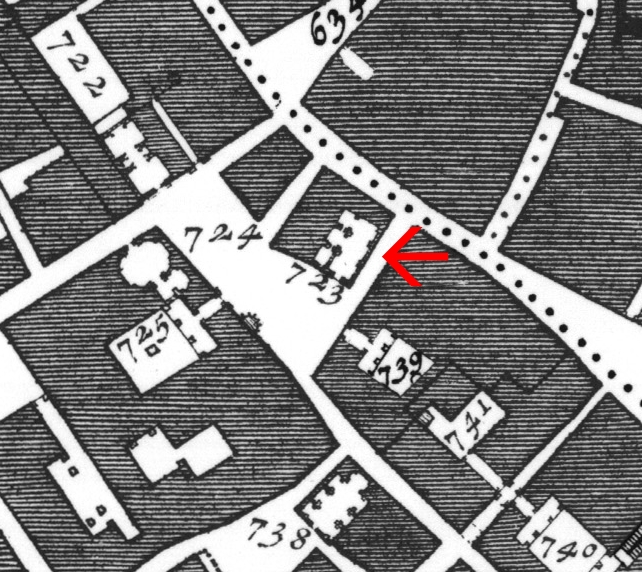
La chiesa (indicata dalla freccia rossa) nella mappa di Roma di Giovanni Battista Nolli (1748).

La chiesa sorgeva all'angolo della piazza del Monte di Pietà con la via dei Pompieri. Tuttavia, la linea delle facciate di questo isolato verso la piazza aveva un'angolazione diversa da quella odierna. Pertanto, la facciata della chiesa si trovava dove oggi si trova l'interno di un edificio moderno che sorge sul posto, ed era inclinata all'indietro da sinistra a destra.
La pianta della chiesa era irregolare. La navata aveva tre campate, incluso il presbiterio, che non era definito a livello architettonico. Strutturalmente, c'era un corridoio sul lato sinistro separato da un'arcata sostenuta da due pilastri. Delle pareti dividevano il corridoio in tre cappelle laterali; curiosamente, la prima aveva anche una parete interna che la separava dal corpo principale della chiesa, segnando, probabilmente, il luogo dove si trovava il battistero quando la chiesa era una sede parrocchiale.